# Primeira Linha
Primeira Linha és una organització política comunista de Galícia integrada a l'anomenat Movimento de Libertaçom Nacional Galego. Dona suport la independència de Galícia, considerant aquesta com el territori de l'actual Comunitat Autònoma de Galícia més les Terres de l'Eo-Navia i la vall del Ibias (a Astúries) i les zones gallegoparlants d'El Bierzo i Sanabria (a Castella i Lleó). Forma part de Nós-Unidade Popular i defensa la normativa reintegracionista com a normativa de la llengua gallega a Galícia.
Va ser fundada l'1 de maig del 1996. Els seus objectius programàtics són "la superació de l'opressió nacional i social de gènere imposada pel capitalisme sobre Galícia a fi de contribuir a l'edificació mundial de la societat comunista".

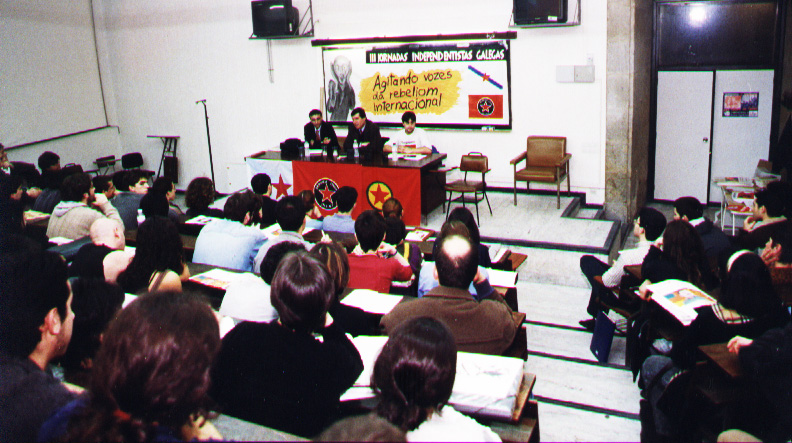
Imatge de les III Jornades Independentistes Gallegues organitzades per Primeira Linha. Compostela, Març de 1999

## Fundació i primera etapa a l'interior del BNG
Primeira Linha va néixer a Galícia el 1996, en una etapa marcada pel fracàs dels règims comunistes de l'Est europeu, amb l'objectiu d'organitzar el corrent independentista i comunista existent a l'interior del Bloc Nacionalista Gallec. Romania a l'interior del BNG com a corrent no reconegut per la direcció i en permanent conflicte amb el corrent hegemònic, la Unión do Povo Galego. En aquesta etapa, la militància de Primeira Linha treballava al si de moviments socials gallecs com l'antimilitarista (ANA-ANOC) i l'estudantil (CAF), entre d'altres. El 1998, va realitzar el seu primer Congrés. Però davant els conflictes al si del BNG, va resoldre abandonar el front nacionalista el 1999, després d'un congrés extraordinari que aquesta decisió va ser aprovada majoritàriament, però no unànime. En la seva publicació trimestral Abrente, Primeira Linha va explicar que "Un irrespirable clima de setge impedia la intervenció política, forçava a destinar ingents energies i recursos a una mera pràctica defensiva".

## Reorganització independentista fora del BNG
Al II Congrés també va decidir impulsar una política d'unitat d'acció amb els altres sectors independentistes existents fora del BNG, bàsicament l'Assembleia da Mocidade Independentista (AMI) i la Fronte Popular Galega (FPG), amb l'objectiu estratègic de la confluència orgànica. Una denominada "Comissió Nacional Unitària de l'Esquerra Independentista" va promoure un procés unitari trencat l'any 2000, a causa de les diferents expectatives de cada organització participant. Aquest any, la militància de Primeira Linha va participar en la creació d'"Assembleias Populares Comarcais", precedents del que va ser el Procés Espiral, que va dur a la creació, el 2001, de Nós-Unidade Popular, amb el suport i participació de la mateixa Primeira Linha, de l'AMI i de les referides "Assembleias Populars Comarcais". Els militants de Primeira Linha compaginen la seva pertinença a Nós-Unidade Popular des del 2001, amb la participació de l'organització juvenil independentista BRIGA i de l'organització estudiantil AGIR, a més d'altres entitats independentistes, feministes, culturals i sindicals.

## Model de socialisme
El 2002 va portar a terme el seu III Congrés, que va servir per a la definició del model teòric de socialisme propugnat pel partit, així com per a afirmar "la imprescindible composició i direcció obrera del Moviment d'Alliberament Nacional Gallec", i rebutjar la tradicional fórmula interclassista de les organitzacions nacionalistes anteriors a Galícia. Primeira Linha afirma que "la morfologia de classes a Galícia és més semblant a les societats del capitalisme avançat que a les de l'anomenat Tercer Món".
Més enllà dels seus principis marxistes i la seva defensa del model leninista de partit, Primeira Linha no reivindica el seu enquadrament en cap de les "famílies" comunistes tradicionals, i busca una aplicació creativa i sintètica d'acord amb les particularitats de Galícia.

## Publicacions i activitats partidàries

Periòdic Abrente.

Donant prioritat al seu treball al si d'entitats més àmplies al costat d'altres sectors de l'esquerra independentista gallega, Primeira Linha manté una sèrie d'iniciatives pròpies. Així, publica des del 1996 el seu periòdic trimestral, Abrente. En el seu editorial "Abrente Editora", duu publicats nombrosos títols, sigui en edició impresa o digital, entre els quals inclou alguns clàssics del marxisme inèdits a Galícia i altres obres d'autors gallecs. Anualment, organitza també les Jornades Independentistes Gallegues, que ja van superar la desena edició, dedicades cada any a un tema monogràfic diferent.